# Двупёрка
Двупёрка (лат. Dipterygonotus balteatus) — вид морских пелагических лучепёрых рыб из семейства цезионовых (Caesionidae). Единственный представитель в одноимённом роде Dipterygonotus. Широко распространены в Индо-Тихоокеанской области. Максимальная длина тела 14 см.

## Описание
Тело удлинённое, веретенообразное, несколько сжато с боков. Два постмаксиллярных выступа.  Рот маленький, конечный, выдвижной. Мелкие конические зубы на обеих челюстях и сошнике, на предчелюстной и нёбной костях зубов нет. В спинном плавнике 14 колючих и 8—11 мягких лучей. Колючая и мягкая части плавника разделены глубокой выемкой. В анальном плавнике 3 колючих и 9—10 мягких лучей. Спинной и анальный плавники не покрыты чешуёй. В грудных плавниках 16—19 мягких лучей. Хвостовой плавник раздвоен. В боковой линии 68—80 чешуй.
Верхняя часть тела коричневато-бронзового цвета. От глаза до хвостового плавника непосредственно над боковой линией проходит тонкая, прямая, коричневая полоса шириной в один ряд чешуй. На хвостовом стебле полоса расширяется до двух рядов чешуй и идёт выше боковой линии. Над полосой параллельно ей проходят две тонкие, неправильные и обычно прерывистые полосы того же цвета. Нижняя часть тела серебристо-белая. Спинной, анальный, брюшные и грудные плавники прозрачные или розоватого цвета. Пазуха грудных плавников чёрная. Хвостовой плавник от коричневого до розоватого цвета. В ночные часы тело и плавники становятся красноватыми.
Самый мелкий представитель семейства. Максимальная длина тела 14 см.

## Биология
Морские пелагические рыбы. В отличие от остальных представителей семейства цезионовых взрослые особи двупёрок обитают в пелагиали прибрежных вод на глубине от 37 до 92 м; образуют большие скопления. Молодь встречается у коралловых рифов, часто совместно с другими видами цезионовых. Питаются зоопланктоном в толще воды.

## Распространение
Широко распространены в тропических и субтропических водах Индо-Тихоокеанской области от восточного побережья Африки и Аденского залива (отсутствуют в Персидском заливе и Красном море) до Соломоновых островов; на север до юга Японии и на юг до Австралии и Новой Каледонии.